# SD90MAC
SD90MAC je 6000 KM (4470 kW) dizelelektrična lokomotiva ameriškega proizvajalca Electro-Motive Diesels (EMD). SD90MAC ima šest trakcijskih motorjev Siemens 1TB2830 na izmenični tok (AC). SD90MAC je deloma podobna predhodnikom SD80MAC, SD70ACe in SD70M-2.
SD90AC so predstavili leta 1995 skupaj z SD80MAC. Poganja jo 16 valjni V-motor EMD 16-710 G3B ali EMD 16-265H. Zaradi težav pri 6000 konjskem motorju, so prve lokomotive opremili s 4300 konjskimi 16-valjnimi 710G motorji – te lokomotive so imele oznako SD9043MAC. Zgradili so okrog 400 SD90MAC lokomotiv s 4300 konjskim motorjem.
Leta 1996 se je začela proizvodnja 6000 konjskih lokomotiv s "H" 16-valjnim motorjem. SD90MAC-H niso bile komercialno uspešne, zgradili so samo 70 lokomotiv. Predlagani so tudi šibkejšo verzijo SD89MAC s 12-valjnim motorjem.
Teža lokomotive je 188 ton. Uporablja standardno medosno razdaljo (1435 mm). Konfiguracija koles je C-C. Kapaciteta dizelskega goriva je 22.000 litrov
SD90MAX in AC6000CW sta najmočnejši enomotorni dizelski lokomotivi, močnejša dizelska lokomotiva je bila samo dvomotorna DDA40X (6600 KM).

## Specifikacije
EMD 710:
- EMD: V-16 710G3B
- Moč: 4300 KM
- Obrati motorja: 200–950 rpm

EMD 265:
- EMD: V-16 EMD GM16V265
- Moč: 6000 KM
- Obrati motorja: 200–1000 rpm

Trakcijski motorji:
- 6 Siemens 1TB2830 AC
- Moč- 855 KM
- Velikost kolesa: 44 in (1.118 mm)
- Največji obrati: 3,435 rpm
- Prenos (transmisija): 83:16
- Začetni navor: 16.300 N·m ali 12.022 lbf·ft
- Kontinuirani navor: 12.900 N·m ali 9.515 lbf·ft
- Največja napetost: 2183 V

Sposobnosti (Za H verzijo podatki v oklepajih):
- Maksimalna hitrost: 130 km/h
- Začetna vlečna sila: 185.000 lbf (820 kN) - (200.000 lbf (890 kN))
- Kontinuirana vlečna sila: 147.000 lbf (650 kN) - (165.000 lbf (730 kN))
- Zaviralna sila: 115.000 lbf (510 kN)
- Teža: 210 ameriških ton (188 angleških ton; 191 t), 420.000 lb ali 190.500 kg[3]